# Нижній Кунакбай
Ни́жній Кунакба́й (рос. Нижний Кунакбай) — селище у складі Новосергієвського району Оренбурзької області, Росія.

## Населення
Населення — 54 особи (2010; 89 у 2002).
Національний склад (станом на 2002 рік):
- башкири — 100 %